# Séamus Hegarty
Séamus Hegarty (ur. 26 stycznia 1940 w Kilcar, zm. 20 września 2019 w Letterkenny) – irlandzki duchowny rzymskokatolicki, w latach 1994–2011 biskup Derry.

## Życiorys
Święcenia kapłańskie przyjął 19 czerwca 1966. 12 lutego 1982 został mianowany biskupem Raphoe. Sakrę biskupią otrzymał 28 marca 1982. 1 października 1994 objął rządy w diecezji Derry. 23 listopada 2011 zrezygnował z urzędu.